# 千葉県立千城台高等学校
千葉県立千城台高等学校（ちばけんりつ ちしろだいこうとうがっこう）は、千葉県千葉市若葉区千城台西二丁目にある公立高等学校。

## 沿革
- 1977年 - 開校。

## 設置学科
- 普通科

## 校風、学祭
自由でおおらかな校風であり、看護系大学の進学に強い。千葉市若葉区、稲毛区、緑区からの進学が多く、次に中央区や四街道市が多い。文化祭の全校フォークダンスを伝統と謳っている。
- 秋に行われる体育祭と文化祭は「まほろば祭」と呼ばれている。まほろばは古事記や万葉集などに見られる言葉で、優れた良い場所を意味する古語である。

開学当初、文化祭は「文化部発表会」と称され、保護者でさえも生徒に配布される入場許可証がなければ（忘れてきた場合も含め）立ち入ることも許されず、閑散としていた。
また体育祭は、他校生の見学を許さないとの姿勢で平日に行われ、近隣の会社などから休日での開催要望や、平日開催による騒音（行進曲等）を指摘されたことがある。
どちらにせよ、非常に閉鎖的なものであった。
- 本校は開校当初ベビーブームにより県内の高校が足りなくなり、進学する高校を分散させる目的で建てられたモデル高の１つとなっていた。しかしベビーブームに対応するため急いで開校した弊害もあったか、校内にプール無し、購買無しと他校と比べると施設は貧弱な物となっている。

## 最寄り駅
- 千葉都市モノレール千城台駅から徒歩2分
- 平成14年度までは八街駅～千城台駅間をちばフラワーバスが運行しており、八街市から通学する生徒達にとって重要な足として機能していたが、その後この路線は廃止された。

## 著名な出身者
- 安齋結花（ ジェフユナイテッド市原・千葉レディース所属）
- 翁まひろ（漫画家）
- 里見紗李奈（東京、パリパラリンピックバドミントン日本代表）
- 高尾善希（歴史学者）
- 田上雅徳（慶應義塾大学法学部教授）